# Bhutan ved OL
Bhutan deltog første gang i olympiske lege under sommer-OL 1984 i Los Angeles og har deltaget i samtlige sommerlege siden. Bhutan deltog kun med deltagere i bueskydning (nationens nationalsport) frem til og med sommer-OL 2008, før nationen i 2012 i London deltog med en bueskytte og en riffelskytte (Kunzang Choden). Bhutan har ikke vundet nogen medaljer og har aldrig deltaget i vinterlegene.

## Medaljeoversigt
| Bhutans medaljer under de olympiske sommerlege | Bhutans medaljer under de olympiske sommerlege | Bhutans medaljer under de olympiske sommerlege | Bhutans medaljer under de olympiske sommerlege | Bhutans medaljer under de olympiske sommerlege | Bhutans medaljer under de olympiske sommerlege |
| ---------------------------------------------- | ---------------------------------------------- | ---------------------------------------------- | ---------------------------------------------- | ---------------------------------------------- | ---------------------------------------------- |
| Lege                                           | Guld                                           | Sølv                                           | Bronze                                         | Totalt                                         | Rang                                           |
| 1984 Los Angeles                               | 0                                              | 0                                              | 0                                              | 0                                              | –                                              |
| 1988 Seoul                                     | 0                                              | 0                                              | 0                                              | 0                                              | –                                              |
| 1992 Barcelona                                 | 0                                              | 0                                              | 0                                              | 0                                              | –                                              |
| 1996 Atlanta                                   | 0                                              | 0                                              | 0                                              | 0                                              | –                                              |
| 2000 Sydney                                    | 0                                              | 0                                              | 0                                              | 0                                              | –                                              |
| 2004 Athen                                     | 0                                              | 0                                              | 0                                              | 0                                              | –                                              |
| 2008 Beijing                                   | 0                                              | 0                                              | 0                                              | 0                                              | –                                              |
| 2012 London                                    | 0                                              | 0                                              | 0                                              | 0                                              | –                                              |
| 2016 Rio de Janeiro                            | 0                                              | 0                                              | 0                                              | 0                                              | –                                              |
| 2020 Tokyo                                     |                                                |                                                |                                                |                                                | –                                              |
| Totalt                                         | 0                                              | 0                                              | 0                                              | 0                                              |                                                |